# Malevizi
Malevizi (em grego: Μαλεβίζι) é um município da unidade regional de Heraclião em Creta na Grécia. A sede do município é a vila de Gazi. O município formou-se após a reforma governamental de 2011 que ocasionou a fusão de três município (Gazi, Tílissos e Crusónas).